# Baltische Fußballmeisterschaft 1920/21
Die baltische Fußballmeisterschaft 1921/22 des Baltischen Rasen- und Wintersport-Verbandes gewann der VfB Königsberg durch Beschluss des Baltischen Rasen- und Wintersport-Verbandes. Ursprünglich setzte sich der Stettiner SC im Endrundenturnier durch, da der Verein Protest gegen die Spielwertung des Spiels VfB Königsberg gegen Stettiner SC (2:1 n. V.) einlegte, woraufhin die Spielwertung in ein 1:1 geändert wurde. Durch diesen Punktgewinn setzte sich Stettin mit einem Punkt Vorsprung vor Königsberg durch und durfte somit an der deutschen Fußballmeisterschaft 1920/21 teilnehmen. Der VfB Königsberg protestierte jedoch gegen die Verbandsentscheidung, woraufhin vom Verband ein Entscheidungsspiel um die baltische Fußballmeisterschaft einberufen wurde. Dieses erst 1922 ausgetragene Spiel gewann dann Königsberg und konnte somit zumindest rückwirkend den Meistertitel des Baltischen Rasen- und Wintersport-Verbandes gewinnen, für die Teilnahme an der deutschen Fußballmeisterschaft 1920/21 kam die Entscheidung natürlich zu spät.
Bei der deutschen Fußballmeisterschaft 1920/21 schied Stettin bereits im Viertelfinale trotz einer 1:0-Halbzeitführung noch mit 1:2 gegen Vorwärts 90 Berlin aus.

## Modus und Übersicht
Die Vereine im Baltische Rasen- und Wintersport-Verband waren in der Saison 1920/21 erneut in drei Kreise eingeteilt, die Kreismeister qualifizierten sich für die Endrunde um die baltische Fußballmeisterschaft. In Ostpreußen und Pommern gab es mehrere Bezirksklassen, deren Sieger in einer Endrunde den jeweiligen Kreismeister ausspielten.
| Kreis      | Kreismeister        |
| ---------- | ------------------- |
| Ostpreußen | VfB Königsberg      |
| Danzig     | TuFC Preußen Danzig |
| Pommern    | Stettiner SC        |

## Kreis I Ostpreußen
In Ostpreußen wurden die Bezirke in dieser Spielzeit neu aufgeteilt, die Bezirksanzahl wuchs von vier auf sechs. Die Bezirksmeister trafen in einer Endrunde aufeinander, um den ostpreußischen Fußballmeister zu ermitteln.

### Bezirk I Königsberg
| Pl. | Verein                            | Sp. | S | U | N | Tore    | Quote | Punkte |
| --- | --------------------------------- | --- | - | - | - | ------- | ----- | ------ |
| 1.  | VfB Königsberg                    | 8   | 7 | 1 | 0 | 041:400 | 10,25 | 15:10  |
| 2.  | SV Rasensport-Preußen Königsberg  | 7   | 4 | 0 | 3 | 012:220 | 0,55  | 08:60  |
| 3.  | SV Prussia-Samland Königsberg (M) | 5   | 3 | 1 | 1 | 012:800 | 1,50  | 07:30  |
| 4.  | Concordia Königsberg (N)          | 6   | 1 | 0 | 5 | 004:160 | 0,25  | 02:10  |
| 5.  | SpVgg ASCO Königsberg             | 6   | 0 | 0 | 6 | 002:210 | 0,10  | 0:12   |

| (M) | Titelverteidiger Kreis Ostpreußen |
| (N) | Aufsteiger                        |

Qualifikationsrunde:
| Pl. | Verein                | Sp. | S | U | N | Tore    | Quote | Punkte |
| --- | --------------------- | --- | - | - | - | ------- | ----- | ------ |
| 1.  | SpVgg ASCO Königsberg | 3   | 2 | 0 | 1 | 002:100 | 2,00  | 04:20  |
| 2.  | MTV Ponarth           | 3   | 1 | 2 | 0 | 001:100 | 1,00  | 04:20  |
| 3.  | SV Baltia Königsberg  | 3   | 1 | 1 | 1 | 001:200 | 0,50  | 03:30  |
| 4.  | SC Hansa Königsberg   | 3   | 0 | 1 | 2 | 001:100 | 1,00  | 01:50  |

### Restliche Bezirke im Kreis Ostpreußen
Aus den restlichen Bezirken sind nur die Bezirksmeister überliefert. Etwaige Tabellenstände oder weitere Teilnehmer konnten nicht eruiert werden.
| Bezirk                          | Bezirksmeister         |
| ------------------------------- | ---------------------- |
| Bezirk II Tilsit-Memel          | SC Lituania Tilsit     |
| Bezirk III Insterburg-Gumbinnen | SV Insterburg          |
| Bezirk IV Südostpreußen         | SV Viktoria Allenstein |
| Bezirk V Masuren                | FC Masovia Lyck        |
| Bezirk VI Ostpreußen West       | SV Viktoria Elbing     |

### Endrunde um die ostpreußische Meisterschaft
Qualifiziert für die diesjährige ostpreußische Endrunde waren die Sieger der sechs Bezirke. Gespielt wurde zuerst im K.-o.-System, die Sieger der Spiele trafen in einer Endrunde aufeinander.
 Ausscheidungsrunde:
|                                                    | Ergebnis |                                                         |
| -------------------------------------------------- | -------- | ------------------------------------------------------- |
| FC Masovia Lyck (Sieger Bezirk V Masuren)          | 2:1      | SV Viktoria Allenstein (Sieger Bezirk IV Südostpreußen) |
| SC Lituania Tilsit (Sieger Bezirk II Tilsit-Memel) | 3:0      | SV Insterburg (Sieger Bezirk III Insterburg-Gumbinnen)  |
| VfB Königsberg (Sieger Bezirk I Königsberg)        | 3:1      | SV Viktoria Elbing (Sieger Bezirk VI Ostpreußen West)   |

Entscheidungsrunde
| Pl. | Verein             | Sp. | S | U | N | Tore    | Quote | Punkte |
| --- | ------------------ | --- | - | - | - | ------- | ----- | ------ |
| 1.  | VfB Königsberg     | 2   | 2 | 0 | 0 | 011:200 | 5,50  | 04:0   |
| 2.  | FC Masovia Lyck    | 2   | 1 | 0 | 1 | 001:600 | 0,17  | 02:20  |
| 3.  | SC Lituania Tilsit | 2   | 0 | 0 | 2 | 002:600 | 0,33  | 0:40   |

## Kreis II Danzig
Der ehemalige Kreis II Westpreußen wurde umstrukturiert. Der Bezirk Danzig verblieb als einziger im Kreis, die Kreisbezeichnung wurde in Kreis II Danzig umbenannt. Der Bezirk Westpreußen wechselte vor der Spielzeit aus dem Kreis II in den Kreis I.
| Pl. | Verein              | Sp. | S | U | N | Tore    | Quote | Punkte |
| --- | ------------------- | --- | - | - | - | ------- | ----- | ------ |
| 1.  | TuFC Preußen Danzig | 8   | 7 | 1 | 0 | 023:700 | 3,29  | 15:10  |
| 2.  | VfL Danzig (M)      | 8   | 4 | 3 | 1 | 018:130 | 1,38  | 11:50  |
| 3.  | SV Ostmark Danzig   | 8   | 3 | 2 | 3 | 020:160 | 1,25  | 08:80  |
| 4.  | RSV Hansa Danzig    | 8   | 2 | 0 | 6 | 007:190 | 0,37  | 04:12  |
| 5.  | Danziger SC         | 8   | 0 | 2 | 6 | 009:220 | 0,41  | 02:14  |

| (M) | Titelverteidiger Kreis Westpreußen |

## Kreis III Pommern
Der Kreis Pommern war in dieser Spielzeit erneut in sechs Bezirken eingeteilt, die Bezirkssieger spielten in der pommerschen Fußballendrunde den Kreismeister Pommerns aus.

### Bezirk III Stettin
Dem Stettiner SC wurden vorübergehend Punkte abgezogen, weshalb zwischenzeitlich der Stettiner FC Titania in der Endrundentabelle Meister wurde und an der pommerschen Fußballendrunde teilnahm. Später wurde der Punktabzug rückgängig gemacht, die pommersche Endrunde wurde ab dem Halbfinale wiederholt.
| Pl. | Verein                        | Sp. | S  | U | N  | Tore    | Quote | Punkte |
| --- | ----------------------------- | --- | -- | - | -- | ------- | ----- | ------ |
| 1.  | Stettiner SC                  | 14  | 11 | 2 | 1  | 031:600 | 5,17  | 24:40  |
| 2.  | Stettiner FC Titania (BM) (M) | 14  | 11 | 0 | 3  | 028:800 | 3,50  | 22:60  |
| 3.  | SC Blücher Stettin (N)        | 14  | 9  | 1 | 4  | 018:110 | 1,64  | 19:90  |
| 4.  | Stettiner TV                  | 14  | 3  | 7 | 4  | 010:110 | 0,91  | 13:15  |
| 5.  | SC Preußen Stettin            | 14  | 4  | 4 | 6  | 015:130 | 1,15  | 12:16  |
| 6.  | Stettiner SVgg 1905 (N)       | 14  | 4  | 2 | 8  | 008:340 | 0,24  | 10:18  |
| 7.  | SC Vorwärts Stettin           | 14  | 3  | 2 | 9  | 001:270 | 0,04  | 08:20  |
| 8.  | VfB Stettin                   | 14  | 1  | 2 | 11 | 009:200 | 0,45  | 04:24  |

| (BM) | baltischer Titelverteidiger    |
| (M)  | Titelverteidiger Kreis Pommern |
| (N)  | Aufsteiger                     |

Qualifikationsrunde:
| Pl. | Verein               | Sp. | S | U | N | Tore    | Quote | Punkte |
| --- | -------------------- | --- | - | - | - | ------- | ----- | ------ |
| 1.  | VfB Stettin          | 2   | 2 | 0 | 0 | 006:100 | 6,00  | 04:0   |
| 2.  | SC Viktoria Stargard | 2   | 0 | 1 | 1 | 001:400 | 0,25  | 01:30  |
| 3.  | SC Vorwärts Stettin  | 2   | 0 | 1 | 1 | 000:200 | 0,00  | 01:30  |

### Restliche Bezirke im Kreis Pommern
Aus den restlichen Bezirken sind nur die Bezirksmeister überliefert. Etwaige Tabellenstände oder weitere Teilnehmer konnten nicht eruiert werden.
| Bezirk                   | Bezirksmeister           |
| ------------------------ | ------------------------ |
| Bezirk I Stolp/Lauenburg | SV Germania Stolp        |
| Bezirk II Kolberg/Köslin | SV 1910 Kolberg          |
| Bezirk IV Gollnow/Pyritz | SC Viktoria Stargard     |
| Bezirk V Schneidemühl    | FC Viktoria Schneidemühl |
| Bezirk VI Uckermark      | kein Spielbetrieb        |

### Endrunde um die pommersche Meisterschaft
Die qualifizierten Mannschaften trafen im K.-o.-System aufeinander, um den pommerschen Fußballmeister zu ermitteln. Da durch den zwischenzeitlichen Punktabzug des Stettiner SC im Bezirk III Stettin der Stettiner FC Titania Meister war, wurde die Endrunde anfangs mit dem Stettiner FC Titania durchgeführt. Da der Punktabzug revidiert wurde, durfte nun doch der Stettiner SC an der pommerschen Fußballendrunde teilnehmen. Die Partien ab dem Halbfinale wurden wiederholt.

#### Ursprüngliche Endrunde
Vorrunde:
|                                                                                          | Ergebnis |                                                         |
| ---------------------------------------------------------------------------------------- | -------- | ------------------------------------------------------- |
| SC Viktoria Stargard (Sieger Bezirk IV Gollnow/Pyritz)                                   | 4:3      | FC Viktoria Schneidemühl (Sieger Bezirk V Schneidemühl) |
| SV 1910 Kolberg (Sieger Bezirk II Kolberg/Köslin)                                        | 3:2 a    | SV Germania Stolp (Sieger Bezirk I Stolp/Lauenburg)     |
| SV 1910 Kolberg (Sieger Bezirk II Kolberg/Köslin)                                        | 2:0      | SV Germania Stolp (Sieger Bezirk I Stolp/Lauenburg)     |
| Stettiner FC Titania (zwischenzeitlicher Sieger Bezirk III Stettin) erhielt ein Freilos. |          |                                                         |

Halbfinale
|                                      | Ergebnis |                      |
| ------------------------------------ | -------- | -------------------- |
| Stettiner FC Titania                 | 7:1      | SC Viktoria Stargard |
| SV 1910 Kolberg erhielt ein Freilos. |          |                      |

Finale
|                      | Ergebnis |            |
| -------------------- | -------- | ---------- |
| Stettiner FC Titania | 4:0      | SV Kolberg |

#### Wiederholte Endrunde
Halbfinale
|                                      | Ergebnis |                      |
| ------------------------------------ | -------- | -------------------- |
| Stettiner SC                         | 3:0      | SC Viktoria Stargard |
| SV 1910 Kolberg erhielt ein Freilos. |          |                      |

Finale
|              | Ergebnis |            |
| ------------ | -------- | ---------- |
| Stettiner SC | 5:0      | SV Kolberg |

## Endrunde um die baltische Fußballmeisterschaft
Die Endrunde um die baltische Fußballmeisterschaft wurde in der Saison 1921/22 im Rundenturnier als Einfachrunde ausgetragen. Qualifiziert waren die drei Kreismeister. Am letzten Spieltag am 3. März 1921 empfang der VfB Königsberg den Stettiner SC. Das Spiel endete mit einem 2:1-Sieg der Königsberger in der Verlängerung (es wurde insgesamt 135 Minuten gespielt), was den Sieg in der Endrunde bedeutet hätte. Der Stettiner SC legte jedoch Einspruch gegen die Spielwertung ein, da laut Satzung eine Spielverlängerung für Spiele in der Endrunde nicht erlaubt gewesen ist. Dadurch wurde das Ergebnis vom Verband auf 1:1 berichtigt (das Ergebnis nach 90 Minuten), wodurch der Stettiner SC Sieger der Endrunde wurde. Dadurch wurde Stettin vom Verband als baltischer Teilnehmer zur deutschen Fußballmeisterschaft gemeldet. Der VfB Königsberg protestierte wiederum dagegen, woraufhin ein Entscheidungsspiel um die baltische Fußballmeisterschaft zwischen beiden Vereinen einberufen wurde. In diesem erst ein Jahr später stattgefundenen Spiel siegte Königsberg mit 3:1 und wurde somit rückwirkend baltischer Fußballmeister 1921.

### Kreuztabelle
| 1921                | Stettiner SC | VfB Königsberg | TuFC Preußen Danzig |
| ------------------- | ------------ | -------------- | ------------------- |
| Stettiner SC        |              |                | 6:1                 |
| VfB Königsberg      | 1:1 b        |                |                     |
| TuFC Preußen Danzig |              | 0:0            |                     |

### Abschlusstabelle
| Pl. | Verein                                       | Sp. | S | U | N | Tore    | Quote | Punkte |
| --- | -------------------------------------------- | --- | - | - | - | ------- | ----- | ------ |
| 1.  | Stettiner SC (Sieger Kreis III Pommern)      | 2   | 1 | 1 | 0 | 007:200 | 3,50  | 03:10  |
| 2.  | VfB Königsberg (Sieger Kreis I Ostpreußen)   | 2   | 0 | 2 | 0 | 001:100 | 1,00  | 02:20  |
| 3.  | TuFC Preußen Danzig (Sieger Kreis II Danzig) | 2   | 0 | 1 | 1 | 001:600 | 0,17  | 01:30  |

Entscheidungsspiel baltische Fußballmeisterschaft:
| Datum       |                | Ergebnis |              |
| ----------- | -------------- | -------- | ------------ |
| 7. Mai 1922 | VfB Königsberg | 3:1      | Stettiner SC |